# デアーク・フェレンツ広場駅
座標: 北緯47度29分50秒 東経19度03分15秒 / 北緯47.49722度 東経19.05417度
デアーク・フェレンツ広場駅（デアーク・フェレンツひろばえき、ハンガリー語: Deák Ferenc tér(デアーク・フェレンツ・テール)）とは、ハンガリー共和国ブダペスト県ブダペスト市5区に位置するブダペスト地下鉄1号線、2号線、3号線の駅である。単にデアーク広場(Deák tér)駅とも。

## 駅構造
1号線は相対式ホーム2面2線を地下26m97cm地点に有する駅で建設時に一回掘られた後埋め戻されている。他方、2号線及び3号線は島式ホーム1面2線を地下38m地点に有する地下駅で元から地下に建設された。また、2号線と3号線は180°以上廻る連絡線によって繋がっている。
また、4号線が建設されるまではブダペスト地下鉄唯一の乗換駅となっていて、利用客数も多い。

## 駅周辺
- デアーク・フェレンツ広場

## 歴史
- 1896年5月2日 - 1号線開業。
- 1970年4月2日 - 2号線開業。
- 1976年12月31日 - 3号線開業。

## 隣の駅
ブダペスト地下鉄
■1号線
ヴェレシュマルティ広場駅 - デアーク・フェレンツ広場駅 - バイチ・ジリンスキ通駅
■2号線
コシュート・ラヨシュ広場駅 - デアーク・フェレンツ広場駅 - アストリア駅
■3号線
アラニ・ヤーノシュ通駅 - デアーク・フェレンツ広場駅 - フェレンツィエク広場駅